# Pottemageren - en håndværker
|  | Denne artikel er oprettet af botten PalnaBot ud fra en ekstern database. Den kan derfor have sproglige fejl eller mangler. Denne skabelon kan fjernes efter kontrol af indholdet. |

Pottemageren - en håndværker er en film instrueret af Erik Skibsted efter eget manuskript.

## Handling
Filmen er optaget hos pottemager Hans-Jørgen Knudsen i Præstø - hvis far og farfar begge var pottemagere og arbejdede på samme måde, som Knudsen gør det i dag. Værkstedet har heller ikke ændret sig nævneværdigt. I filmen følges hvordan en barselspotte bliver til. Det ses hvor kompliceret arbejdsprocessen er, og hvordan det levende materiale bestemmer udfaldet.